# 우치야마 유미
우치야마 유미(일본어: 内山 夕実, 1987년 10월 30일 ~ )는 일본의 여자 성우이다. 아트비전 소속.
도쿄도 출신.

## 작품
- 디지몬 유니버스 애플리 몬스터즈 - 신카이 하루
- 금빛 모자이크: 프리티 데이즈 - 요우코
- 하이큐-!! - 나메츠 마이
- 극장판 오버로드 칠흑의 영웅 - 마레 벨로 피오레
- 무직전생 ~이세계에 갔으면 최선을 다한다~ - 루데우스 그레이렛 (전생)
- 제물공주와 짐승의 왕 - 레온하트 (少)
- 최애의 아이 - 아쿠아 어린 시절